# Gerwazy (Pan Tadeusz)

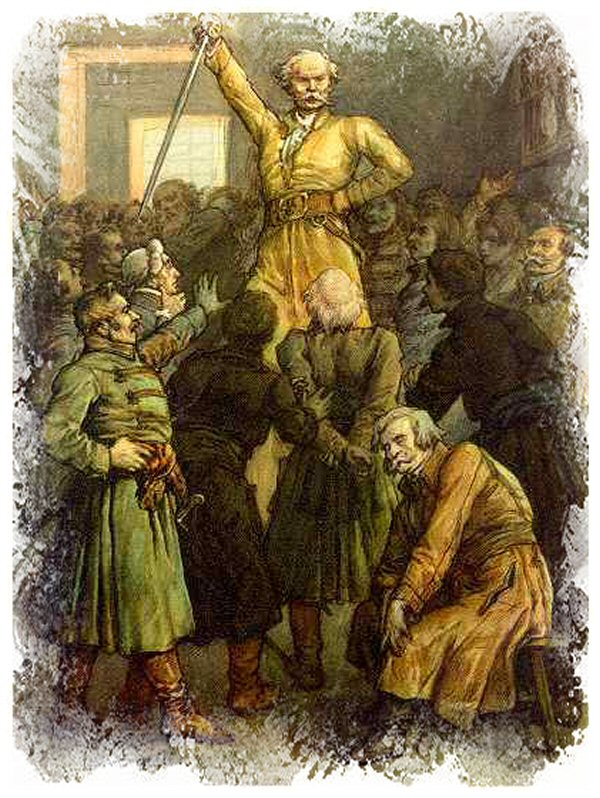
Klucznik Gerwazy Rębajło, grafika Michała Elwira Andriollego do Pana Tadeusza Adama Mickiewicza

Gerwazy Rębajło – postać z poematu Adama Mickiewicza Pan Tadeusz. Ubogi szlachcic, totumfacki i wierny sługa Horeszków, walczył z Rosjanami u boku Stolnika, poprzysiągł zemstę na rodzie Sopliców za śmierć swojego pana z ręki Jacka Soplicy. Postanowieniu temu pozostał wierny prawie do śmierci zabójcy, jednak wybaczył mu na łożu śmierci. Słynął z wielkiej odwagi i zręczności w walce na szable. Swój wielki rapier, którego używał w pojedynkach i walce, nazywał ironicznie Scyzorykiem ze względu na jego rozmiar (około jednego sążnia). Namówił Hrabiego do walki o zamek i razem z nim zorganizował zajazd na Soplicowo. Zabił majora Płuta. Po uratowaniu życia jemu i Hrabiemu przez ks. Robaka przebaczył Jackowi, który, zostawszy zakonnikiem, ukrywał swoją prawdziwą tożsamość i wspomagał bunt przeciw Rosjanom. Po zakończeniu sporu zaprzyjaźnił się z woźnym Protazym. W książce jest nazywany Gerwazym, Klucznikiem, Półkozicem, Szczerbcem, Mopankiem lub Scyzorykiem.